# Jamnicki Potok
Jamnicki Potok (słow. Jamnícky potok) – potok płynący Doliną Jamnicką w słowackich Tatrach Zachodnich. Dawniej nazywany był Małym Białym Potokiem. Wypływa z Jamnickich Stawów na wysokości 1728 m n.p.m. Największym jego dopływem jest potok wypływający z Rohackiego Kotła, zasila go też kilka potoków spływających z zachodnich zboczy Otargańców i żlebami z wschodnich zboczy Barańców. Potoki te mają bardzo duży spadek, szczególnie w dolnej części. Na trzech potokach spływających z Otargańców znajdują się wodospady. Jeden z nich, znajdujący się na potoku spływającym z Wyżniej Magury, ma nazwę Jamnicka Siklawa.
U wylotu Doliny Jamnickiej uchodzi do Raczkowego Potoku na wysokości ok. 960 m n.p.m.

## Szlaki turystyczne
– z Niżniej Łąki przy ujściu Jamnickiego Potoku przez rozdroże Zahrady, rozdroże w Dolinie Jamnickiej i Kocioł Jamnickich Stawów na Jamnicką Przełęcz i Wołowiec:
- Czas przejścia z Niżniej Łąki do rozdroża Zahrady: 2 h, ↓ 1:30 h
- Czas przejścia z Zahrad do rozdroża w Dolinie Jamnickiej (odcinek wspólny ze szlakiem zielonym): 20 min w obie strony
- Czas przejścia z rozdroża na Jamnicką Przełęcz: 1:45 h, ↓ 1:20 h